# レイランド・ロイヤルタイガー
ロイヤルタイガー（Royal Tiger ）は、レイランドが1982年から1988年にかけて製造していたリアエンジンのコーチシャーシだった 。
ヨンケーレやバンホールのボディを持つDAFやスカニア、ボルボのツーリングコーチなどの海外勢に対抗することを目的とするも160台から170台程度の生産に留まるなど成功した車種とは言えなかった。

## 概要
生産はイングランド・リーズにあるレイランドの子会社チャールズ・H・ロー（後のオプターレ）が担当。その後ワーキントンに移った。
エンジンユニットは、ディーゼルのみでレイランド・バス製TL11エンジンかカミンズ製L10エンジンが搭載された。
ボルボによるレイランドの買収後、ロイヤルタイガーは1988年に生産を中止した。後継車は無し。